# Marianne Rauze

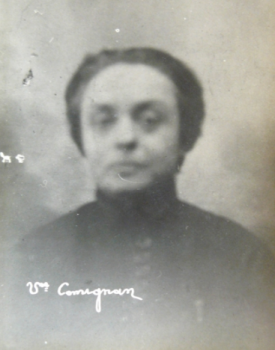
Marianne Rauze

Marianne Rauze, geboren als Marie Anne Rose Gaillarde, verheiratete Comignan, (* 20. September 1875 in Paris; † 23. Oktober 1964 in Perpignan) war eine französische Journalistin und sozialistische Feministin.

## Leben

### Familie
Marie Anne Rose Gaillarde war die Tochter von Élisabeth Douzon und Édouard Gaillarde, der aus einer Militärfamilie stammte. Sie heiratete am 4. August 1900 Léon Comignan, einen Hauptmann der Armee, der aus demselben Regiment wie ihr Vater stammte (115. Infanterieregiment) und ebenfalls Katalane war. Er starb am 6. November 1916 während der Schlacht an der Somme im Kampf bei Bois Saint-Pierre Waast. Sie hatten einen Sohn, José Comignan, der 1928 während seiner Arbeit für das Muséum national d’histoire naturelle in Paris an einem Insektenstich starb. Sie heiratete nicht wieder.

### Anfänge
Als politische Aktivistin (ab 1905) nahm sie das Pseudonym Marianne Rauze an, das aus ihren Vornamen gebildet wurde, um die Karriere ihres Mannes zu schützen. Die politische Linke war zu dieser Zeit männerdominiert; so lehnte es die SFIO ab, die 1902 von der Näherin Louise Saumoneau und der Lehrerin Élisabeth Renaud gegründete „Groupe socialiste féministe“ aufzunehmen (Frauen konnten nur einzeln beitreten). Um 1906 wurde ihr Mann nach Paris versetzt, was ihr die Gelegenheit gab, führende Mitglieder und Intellektuelle der SFIO kennenzulernen, darunter Laura Lafargue, mit der sie sich anfreundete. Zu dieser Zeit trat sie der sozialistischen Sektion des 15. Arrondissements und der Liga für Frauenrechte bei. Im Januar 1913 gründeten Marianne Rauze, Louise Saumoneau, Élisabeth Renaud, Adèle Kassky, Suzanne Buisson und andere Frauen innerhalb der SFIO die Groupe des femmes socialistes. Madeleine Pelletier nahm nicht teil, möglicherweise war dies einer persönlichen Abneigung gegen Marianne Rauze geschuldet.
Die Groupe des femmes socialistes diskutierte mögliche Bündnisse zwischen sozialistischen Frauen und bürgerlichen Feministinnen. Marianne Rauze lehnte dies zunächst ab und erklärte, dass die Arbeiterinnen nicht durch das Wahlrecht emanzipiert würden, sondern durch die wirtschaftliche Unabhängigkeit, die sie mit der SFIO erlangen würden. Wenn Arbeiterinnen den Suffragetten zum Wahlrecht verhalfen, würde dies im Klassenkampf gegen sie verwendet werden. Marianne Rauze gab zu, dass aufgrund der wirtschaftlichen Verhältnisse die „männliche Schiedsgerichtsbarkeit“ eine unterdrückende Kraft war. 1913 übernahm Louise Saumoneau die Führung der Groupe des femmes socialistes, da sie der Meinung war, dass der Kampf klassenbasiert sein müsse. Rauze gründete 1913 die Zeitung L’Équité und arbeitete an mehreren anderen Zeitungen wie La Française mit.
Ende 1913 wurde ihr Mann nach Chartres versetzt und das Ehepaar zog um. Sie verlor in dieser Zeit den Glauben, was das revolutionäre Potential der Frauen in der Provinz betraf, und forderte, dass die Groupe des femmes socialistes lokale Frauengruppen gründen sollte, um die Frauen für den Beitritt zur SFIO zu erziehen. Sie reiste 1914 nach Paris, um diese Idee vorzustellen, erhielt aber außer von der Feministin Marguerite Martin keine Unterstützung. Später im Frühjahr schlug Rauze vor, L’Équité, die inzwischen zu einer erfolgreichen Zweiwochenzeitung geworden war, zur offiziellen Zeitung der Groupe des femmes socialistes zu machen. Saumoneau lehnte das Angebot ab und plante stattdessen eine neue Zeitung, die im Juli 1914 genehmigt wurde und im September erscheinen sollte. Die Zeitung erschien jedoch nie.
Marianne Rauze war Mitglied der Freimaurergesellschaft Droit humain. Während des Wahlkampfs für die Parlamentswahlen 1914 verließen Marianne Rauze, Hélène Brion und Marguerite Martin die gemäßigte Union française pour le suffrage des femmes und gründeten die Ligue nationale pour le vote des femmes, eine Organisation, die sich für das Frauenwahlrecht einsetzte. Die Ligue zog sozialistische Frauen an, die mit der feindseligen Haltung von Louise Saumoneau gegenüber bürgerlichen Feministinnen nicht einverstanden waren, z. B. Judith Decret-Metsu, die Präsidentin der Ligue wurde, und Fabienne Tisserand, die Generalsekretärin. Andere Feministinnen wie Marguerite Durand, Maria Vérone, Madeleine Pelletier, Séverine und Nelly Roussel traten der Liga bei. Die Liga zählte rund 250 Mitglieder. Sie forderte das volle Wahlrecht und lehnte den Kompromiss ab, dass Frauen nur bei Kommunalwahlen wählen dürfen.

### Erster Weltkrieg
Während des Ersten Weltkriegs unterlag L’Équité der Zensur und durfte keine pazifistischen Artikel wie die von Nelly Roussel veröffentlichen. Ab 1916 erschien sie nicht mehr. Marianne Rauze trug dann zu La Voix des femmes bei, die 1917 von Louise Bodin und Colette Reynaud gegründet wurde. Weitere Autorinnen der Zeitschrift waren Séverine, Marthe Bigot, Hélène Brion, Madeleine Pelletier, Madgdeleine Marx (Paz),Romain Rolland, Henri Barbusse, Léon Werth, Georges Pioch, Georges Yvetôt und Victor Méric. Die Zeitung deckte ein breites Meinungsspektrum ab, wobei die redaktionelle Linie der radikalen Linken zuzuordnen ist. Sie forderte die Gleichstellung von Mann und Frau und die Emanzipation der Frau.
Im November 1916 wurde Marianne Rauze Witwe. Im März 1917 wurde ihr Manifest Aux féministes socialistes in der Zeitung Demain veröffentlicht. In der Einleitung wies sie darauf hin, dass das Manifest in Frankreich zensiert wird. Rauze argumentierte darin, dass die Gebärfähigkeit von Frauen nicht von der Kontrolle des Staates abhängen dürfe und dass Frauen keine Grenzen anerkennen sollten. Sie war auch der Meinung, dass die Frauen den Militarismus, die Gewalt und die Disziplinlosigkeit der sozialistischen Parteien anprangern sollten, die zu Katastrophen geführt haben. Rauze gründete im April 1918 die Ligue ouvrière féminine (Arbeiterinnenbund). Als im November 1918 der Sieg der Alliierten verkündet wurde, sah sie den Zeitpunkt für eine soziale Revolution gekommen.

### Zwischenkriegszeit
Marianne Rauze stimmte auf dem 17. Kongress der SFIO in Straßburg im Februar 1920 für die Dritte Internationale. Aus einem Polizeibericht vom August 1920 geht hervor, dass Marianne Rauze die Arbeiter der Munitionsfabriken aufforderte, die Produktion einzustellen. Im Frühjahr 1921 hielt sie an der École marxiste communiste der Kommunistischen Partei Frankreichs einen Vortrag über Engels' Ideen zur Frau. Von 1919 bis 1923 war sie Mitglied der Association républicaine des anciens combattants.
Ab 1923 erkannte sie, dass die Rote Armee nach dem Sieg über die alliierte Invasion in Russland nicht aufgelöst wurde, sondern sich zu einer professionellen, stehenden Armee entwickelte. Sie wurde zur radikalen Pazifistin und gründet einen Bund gegen den Tod mit einer fast mystischen Ideologie, in der sich Anarchismus, Mystizismus und Esperanto vermischten. Romain Rolland warf ihr vor, dass ihr Denken „zu ausschließlich (fast ausschließlich) anti sei, das sei negativ“. Schließlich kehrte sie zur SFIO zurück. Ab den 1930er Jahren lebte sie in den Pyrénées-Orientales.

### Späte Jahre
Am Ende des Zweiten Weltkriegs war Rauze Mitglied des lokalen Befreiungskomitees von Perpignan und des Befreiungskomitees des Departements Pyrénées-Orientales. 1945 veröffentlichte sie „Pour la paix universelle“ (Für den Weltfrieden), in dem sie erklärte, dass der weibliche Wille kollektiv und frei von männlichem Einfluss oder männlicher Autorität sein müsse. Von 1958 bis 1960 war sie Mitglied der Parti socialiste autonome, von 1960 bis 1964 Mitglied der Parti socialiste unifié.
Marianne Rauze starb am 23. Oktober 1964 im Alter von 89 Jahren in Perpignan.

## Schriften
- Féminisme Économique, Etc. (Économie Politique & Sociale.), 1915.
- L’Illusion Démocratique et la Guerre, La Librairie Ouvrière, 1919.
- La propagande socialiste, La Productrice, 1919.
- L’antimilitarisme agissant; ou, Organisation et réalisation, Imprimerie du Progrès, 1920.
- La Femme, du communisme primitif au communisme futur, conférence faite à l’École communiste marxiste, Mary et Moreau, 1920.
- (mit Romain Rolland und Wilfred Wellock Stoecker), L’anti-guerre: Essai d’une doctrine et d’une philosophie de l’antimilitarisme en 1923, Impr. du progrès, 1923.
- L’école de la paix, Imprimerie du Progrès, 1925.
- (mit Cheng Sheng), La Chine pacifique, Association typographique, 1926.
- Nanon, Nanette, l’École émancipée, 1927.
- (mit Bart De Ligt), Contre la guerre nouvelle, M. Rivière, 1928.